# Кондратова, Нина Владимировна
Ни́на Влади́мировна Кондра́това (8 июля 1921, Москва — 20 декабря 1989, там же) — советская телеведущая, заслуженная артистка РСФСР (1967).

## Биография
Родилась 8 июля 1921 года в Москве.
После окончания актёрского факультете ГИТИСа в 1947 году она, ученица Григория Конского и Иосифа Раевского в 1950 году прошла конкурс на телевидение и стала первым советским телевизионным диктором и первой ведущей программы «Спокойной ночи, малыши». Вела передачи «Занимательная азбука», «Самоцветы», «Голубой огонёк», «Выставка Буратино» и другие.
7 июня 1955 года, когда она вела репортаж для детского журнала «Пионер» с ВДНХ, корова по кличке Кукла испугалась прожектора и мотнула головой в сторону Нины Кондратовой, которая стояла рядом. Удар рога пришелся под левый глаз, глазное яблоко пытались спасти, но тщетно. Кондратовой был сделан стеклянный протез глаза, и уже 7 ноября 1956 года она была в эфире и продолжала работу диктора до 1973 года, а потом занялась воспитанием молодых дикторов. Ее учениками были Вера Шебеко, Ангелина Вовк, Татьяна Веденеева, Инна Ермилова, Наталья Фуфачёва, Юрий Николаев, Валентина Печорина, Наталья Чёлобова, Ольга Кулешова, Татьяна Судец, Светлана Токарева, Лариса Дыкина, Марина Бурцева, Ирина Мартынова, Екатерина Гриценко, Юрий Петров, Татьяна Ромашина.
Скончалась на 69-м году жизни 20 декабря 1989 года. Похоронена на Введенском кладбище в Москве (21 уч.).
Муж — Юрий Кондратов (1921—1967), артист балета, народный артист РСФСР. Дочь — Елена Кондратова (р. 1952) — в 1975—1987 артистка МХАТа им. М. М. Горького, в 1987—1990 — МХАТа им. А. П. Чехова; в 1991—1997 артистка Московского театра «У Никитских ворот». Замужем за актёром Сергеем Десницким.
О Нине Кондратовой были сняты документальные фильмы «Нина Кондратова. Профессия — телезвезда» и «Королева голубого экрана».

## Признание и награды
- Заслуженная артистка РСФСР (1967)